# Syrphoctonus spinosus
Syrphoctonus spinosus là một loài tò vò trong họ Ichneumonidae.